# University of Nebraska-Lincoln Women's Volleyball 2017
Questa voce raccoglie le informazioni riguardanti la University of Nebraska-Lincoln Women's Volleyball nella stagione 2017.

## Organigramma societario
Area direttiva
- Presidente: William H. Moos

Area organizzativa
- Direttore delle operazioni: Lindsay Peterson

Area tecnica
- Allenatore: John Cook
- Secondo allenatore: Kayla Banwarth, Tyler Hildebrand

## Rosa
| N° | Nome              | Ruolo | Data di nascita   | Nazionalità sportiva | Anno     |
| -- | ----------------- | ----- | ----------------- | -------------------- | -------- |
| 2  | Mikaela Foecke    | S     | 22 febbraio 1997  | Stati Uniti          | Junior   |
| 3  | Kelly Hunter      | P     | 7 settembre 1994  | Stati Uniti          | Senior   |
| 4  | Sami Slaughter    | S     | 8 settembre 1998  | Stati Uniti          | Freshman |
| 5  | Anezka Szabo      | S     | 1º luglio 1999    | Stati Uniti          | Freshman |
| 7  | Sydney Townsend   | L     | -                 | Stati Uniti          | Senior   |
| 9  | Chesney McClellan | C     | 2 giugno 1999     | Stati Uniti          | Freshman |
| 10 | Hunter Atherton   | P     | 30 settembre 1997 | Stati Uniti          | Freshman |
| 11 | Kenzie Maloney    | L     | 30 luglio 1997    | Stati Uniti          | Junior   |
| 12 | Jzanasia Sweet    | S     | 19 maggio 1999    | Stati Uniti          | Freshman |
| 13 | Briana Holman     | C     | 7 ottobre 1994    | Stati Uniti          | Senior   |
| 17 | Annika Albrecht   | S     | 9 agosto 1996     | Stati Uniti          | Senior   |
| 22 | Allie Havers      | C     | 16 novembre 1994  | Stati Uniti          | Senior   |
| 26 | Lauren Stivrins   | C     | 26 maggio 1998    | Stati Uniti          | Freshman |
| 27 | Olivia Boender    | S     | 28 novembre 1995  | Stati Uniti          | Junior   |
| 43 | Hayley Densberger | L     | 10 agosto 1999    | Stati Uniti          | Freshman |

## Mercato
| Acquisti | Acquisti          | Acquisti           | Acquisti   |
| R.       | Nome              | da                 | Modalità   |
| -------- | ----------------- | ------------------ | ---------- |
| S        | Sami Slaughter    | Harrisburg HS      | definitivo |
| S        | Anezka Szabo      | Lincoln HS         | definitivo |
| C        | Chesney McClellan | Maryville HS       | definitivo |
| S        | Jzanasia Sweet    | Shawnee Heights HS | definitivo |
| C        | Allie Havers      | -                  | definitivo |
| L        | Hayley Densberger | Malcolm HS         | definitivo |

| Cessioni | Cessioni             | Cessioni     | Cessioni   |
| R.       | Nome                 | a            | Modalità   |
| -------- | -------------------- | ------------ | ---------- |
| L        | Justine Wong-Orantes | -            | definitivo |
| C        | Amber Rolfzen        | Dresdner     | definitivo |
| S        | Kadie Rolfzen        | Dresdner     | definitivo |
| L        | Brooke Smith         | Kansas State | definitivo |
| S        | Alexandra Malloy     | Suhl         | definitivo |
| S        | Tiani Reeves         | -            | ritirata   |
| S        | Olivia Boender       | -            | ritirata   |

## Statistiche

### Statistiche di squadra
| Competizione                       | Punti | In casa | In casa | In casa | In trasferta | In trasferta | In trasferta | Campo neutro | Campo neutro | Campo neutro | Totale | Totale | Totale |
| Competizione                       | Punti | G       | V       | P       | G            | V            | P            | G            | V            | P            | G      | V      | P      |
| ---------------------------------- | ----- | ------- | ------- | ------- | ------------ | ------------ | ------------ | ------------ | ------------ | ------------ | ------ | ------ | ------ |
| Big Ten Conference NCAA Division I | .888  | 17      | 17      | 0       | 13           | 11           | 2            | 6            | 4            | 2            | 36     | 32     | 4      |
| Totale                             | .888  | 17      | 17      | 0       | 13           | 11           | 2            | 6            | 4            | 2            | 36     | 32     | 4      |

G = partite giocate; V = partite vinte; P = partite perse

### Statistiche dei giocatori
| Giocatrice    | Big Ten Conference NCAA Division I | Big Ten Conference NCAA Division I | Big Ten Conference NCAA Division I | Big Ten Conference NCAA Division I | Big Ten Conference NCAA Division I | Totale | Totale | Totale | Totale | Totale |
| Giocatrice    | P                                  | PT                                 | AV                                 | MV                                 | BV                                 | P      | PT     | AV     | MV     | BV     |
| ------------- | ---------------------------------- | ---------------------------------- | ---------------------------------- | ---------------------------------- | ---------------------------------- | ------ | ------ | ------ | ------ | ------ |
| A. Albrecht   | 36                                 | 444.5                              | 377                                | 33.5                               | 39                                 | 36     | 444.5  | 377    | 33.5   | 39     |
| H. Atherton   | 20                                 | 16                                 | 1                                  | 2                                  | 13                                 | 20     | 16     | 1      | 2      | 13     |
| O. Boender    | 7                                  | 5                                  | 4                                  | 0                                  | 1                                  | 7      | 5      | 4      | 0      | 1      |
| H. Densberger | 30                                 | 10                                 | 0                                  | 0                                  | 10                                 | 30     | 10     | 0      | 0      | 10     |
| M. Foecke     | 36                                 | 516                                | 441                                | 36                                 | 39                                 | 36     | 516    | 441    | 36     | 39     |
| A. Havers     | 2                                  | 2                                  | 2                                  | 0                                  | 0                                  | 2      | 2      | 2      | 0      | 0      |
| B. Holman     | 35                                 | 375.5                              | 294                                | 81.5                               | 0                                  | 35     | 375.5  | 294    | 81.5   | 0      |
| K. Hunter     | 34                                 | 153.5                              | 92                                 | 34.5                               | 27                                 | 34     | 153.5  | 92     | 34.5   | 27     |
| K. Maloney    | 36                                 | 40                                 | 3                                  | 0                                  | 37                                 | 36     | 40     | 3      | 0      | 37     |
| C. McClellan  | 4                                  | 9.5                                | 7                                  | 2.5                                | 0                                  | 4      | 9.5    | 7      | 2.5    | 0      |
| S. Slaughter  | 6                                  | 6                                  | 5                                  | 1                                  | 0                                  | 6      | 6      | 5      | 1      | 0      |
| L. Stivrins   | 36                                 | 329.5                              | 259                                | 69.5                               | 1                                  | 36     | 329.5  | 259    | 69.5   | 1      |
| J. Sweet      | 36                                 | 315.5                              | 277                                | 38.5                               | 0                                  | 36     | 315.5  | 277    | 38.5   | 0      |
| A. Szabo      | 14                                 | 16.5                               | 15                                 | 1.5                                | 0                                  | 14     | 16.5   | 15     | 1.5    | 0      |
| S. Townsend   | 36                                 | 22                                 | 0                                  | 0                                  | 22                                 | 36     | 22     | 0      | 0      | 22     |

P = presenze; PT = punti totali; AV = attacchi vincenti; MV = muri vincenti; BV = battute vincenti

NB: I muri singoli valgono una unità di punto, mentre i muri doppi e tripli valgono mezza unità di punto; anche i giocatori nel ruolo di libero sono impegnati al servizio